# Hippocentrodes
Hippocentrodes (лат.) — ориентальный род слепней из подсемейства Tabaninae, трибы Haematopotini.

## Внешнее строение
Мелкие (7—8 мм) слепни с широким лбом. У самок глаза с 3—4 прямыми зелёными или фиолетовыми полосками. У самца глаза с одной полосой, нижние фасетки тёмно-зелёные, верхние — ярко коричневые. Лоб с большой мозолью, у самца она двулопостная. Усики тонкие. Скапус усика (базальный членик) жёлтый. Апикальные членики жгутика затемнены. Щупики тёмно-коричневые, утолщены в основании. Среднеспинка и брюшко тёмноокрашенные. На спинке имеется два светлых треугольника за поперечным швом и пара серых полос в задней части. Крылья с шестью бледными поперечными полосами. Основной участок четвёртой радиальной жилки длиннее, чем её придаток. Средние и задние голени и лапки бледно-жёлтые.

## Классификация
В состав рода входят два вида:
- Hippocentrodes desmotes Philip, 1961
- Hippocentrodes striatipennis (Brunetti, 1912)

## Распространение
Род распространён в Индии (штаты Раджастхан, Западная Бенгалия, Уттаракханд, Уттар-Прадеш, Химачал-Прадеш) и Непале.